# Al-Fīl
Al-Fil (L'Elefante) è la centocinquesima Sura del Corano, una sura meccana composta da 5 versetti. Questa breve sura commemora un evento storico noto come l'Incidente dell'Elefante, che si riferisce al tentativo fallito di un esercito abissino di distruggere la Kaaba a Mecca, un evento che ha preceduto la nascita del Profeta Maometto.

## Contenuto
- Ricorda l'Elefante: La sura inizia ricordando l'evento dell'Elefante, durante il quale un esercito abissino guidato da Abraha marciò su Mecca con l'intenzione di distruggere la Kaaba.
- La Protezione Divina: Viene descritta la protezione divina di Mecca e della Kaaba, poiché gli uccelli lanciarono pietre di argilla sugli aggressori abissini, causando la loro disfatta.
- La Retribuzione Divina: Alla fine della sura, si afferma che gli aggressori abissini furono sconfitti e annientati da Dio come punizione per il loro intento di distruggere il luogo sacro di Mecca.

## Analisi
Nella sura si descrive l'evento che dette il nome all'anno dell'elefante, l'anno in cui una parte della tradizione islamica vuole fosse nato Maometto, vale a dire il 570 d.C.
Il titolo della sura deriva dal suo primo versetto. Questa sura allude ad una spedizione militare compiuta dall'esercito abissino contro la città della Mecca nell'anno 570 (anno della nascita del Profeta). Abraha, viceré cristiano dello Yemen aveva edificato una grande cattedrale a Sanʿāʾ con lo scopo di dirottare verso i suoi domini e quel santuario il flusso del pellegrinaggio che da secoli si effettuava in Arabia.
Con questo intento si diresse perciò verso la Mecca per distruggere la sua Kaʿba, alla testa di un'armata in cui era presente almeno un elefante da guerra, così imponente da stupire gli stessi Arabi. Abraha e le sue truppe vennero però colpite da una tremenda epidemia (vaiolo o tifo) che impedì loro di varcare le soglie della Città Santa. Questa impresa fu talmente straordinaria da far ricordare quell'anno come l'Anno dell'Elefante".
Essa mette in evidenza la protezione divina di Mecca e della Kaaba, dimostrando la potenza e la grandezza di Dio nel difendere i suoi luoghi sacri dagli attacchi esterni. Inoltre, la sura sottolinea la retribuzione divina nei confronti degli aggressori abissini, che furono sconfitti e annientati come punizione per il loro intento di distruggere la Kaaba. Pertanto, la sura serve come un promemoria della protezione divina e della potenza di Dio, invitando i credenti a riflettere sulla protezione divina nei loro confronti e a mostrare gratitudine e devozione verso Dio.

## Testo

### Arabo
1. الم تر كيف فعل ربك با صحاب الفيل
2. الم يجعل كيد هم في تضليل
3. و ارسل عليهم طير ابابيل
4. ترميهم بحجارة من سجيل
5. فجعلهم كعصف ما كول

### Traslitterazione
1. A-lam tara kayfa faʿala Rabbuka bi-aṣḥābi al-fīl
2. A-lam yajʿal kaydahum fī taḍlīl
3. Wa arsala ʿalayhim ṭayran ʿabābīlin
4. Tarmīhim bi-ḥijāratin min sijjīlin
5. Fajaʿalahum kaʿaṣfin māʾkūlin

### Traduzione
1. Non hai visto come agì il tuo Signore con Quelli dell'Elefante?
2. Non mandò forse in malora la loro astuzia?
3. Mandò contro di loro stormi di uccelli abābīl
4. che li colpirono con pietre d'argilla indurita,
5. facendo di loro come pula di grano svuotata.